# Simiao Purificaçao Fernandes
Simiao Purificaçao Fernandes (* 21. Dezember 1967 in Chandor, Goa) ist ein indischer römisch-katholischer Geistlicher und Weihbischof in Goa und Daman.

## Leben
Simiao Purificaçao Fernandes studierte Philosophie und Theologie am Patriarchalseminar in Rachol und empfing am 10. Mai 1993 das Sakrament der Priesterweihe für das Erzbistum Goa und Daman.
Nach der Priesterweihe war er zunächst bis 1998 in der Pfarrseelsorge tätig. Er studierte anschließend in Rom am Päpstlichen Bibelinstitut und erwarb das Lizenziat in biblischer Theologie. Später wurde er im selben Fach an der päpstlichen Hochschule Jnana Deepa Vidyapeeth zum Dr. theol. promoviert. Daneben war er von 2006 bis 2013 Pfarradministrator der Pfarrei Holy Family in Marcela. Ab 2018 leitete er das Pastoralinstitut St. Pius X. des Erzbistums Goa und Daman. Ab 2023 war er zudem Diözesankoordinator für die Fortbildung des Klerus und Koordinator für die diözesane Phase der Weltsynode.
Papst Franziskus ernannte ihn am 6. April 2024 zum Titularbischof von Saldae und zum Weihbischof in Goa und Daman. Der Erzbischof von Goa und Daman, Patriarch Filipe Kardinal do Rosário Ferrão, spendete ihm am 17. Juni desselben Jahres in der Kathedrale von Goa die Bischofsweihe. Mitkonsekratoren waren der Bischof von Daltonganj, Theodore Mascarenhas SFX, und der emeritierte Bischof von Port Blair, Aleixo das Neves Dias SFX.